# Кармен Мола
Кармен Мола (на испански: Carmen Mola) е колективен псевдоним на трима испански телевизионни сценаристи и автори на криминални трилъри – Хорхе Диас, Агустин Мартинес и Антонио Мерсеро. През 2021 г. с романа си „Звярът“ печелят наградата „Планета“, най-богатата литературна награда за книга или автор в света в размер на 1 млн. евро.

## Биография и творчество
Според измислената биография писателката е мадридска университетска преподавателка, в края на 40-те си години и майка на три деца, която пише криминални трилъри в свободното си време, заради което не желае да е известна и в интервю посочва като причина да използва псевдоним (подобно на авторката Елена Феранте). Истинската самоличност на авторите става известна през октомври 2021 г. при получаването на наградата „Планета“.
Първият им роман „Кървавата годеница“ от поредицата „Инспектор Елена Бланко“ е издаден през 2018 г. В историята на „ултранасилствения криминален трилър“ в навечерието на сватбата си Сусана Макая е убита по особено жесток начин, който повтаря дословно смъртта на сестра ѝ Лара. Но нейният убиец е вече в затвора, което поставя пред инспекторката Елена Бланко въпроса дали извършителят е подражател, или истинският свиреп престъпник. Романът бързо става бестселър. През 2022 г. екранизиран в едноименния сериал с участието на Нереа Барос като Елена Бланко.
През 2021 г. е издаден романът им „Звярът“. Историята на романа се развива по време на епидемията от холера, която се разразява в Мадрид през 1834 г., и се съсредоточава върху вълна от престъпления, чиито жертви са квартални момичета. Романът получава наградата „Планета“. Книгата е препоръчана от Института на жените в Кастилия – Ла Манча за избрано „феминистко четиво“.

## Произведения

### Самостоятелни романи
- La Bestia (2021) – награда „Планета“[1][2]

### Поредица „Инспектор Елена Бланко“ (Inspector Elena Blanco)
1. La novia gitana (2018)[1][2]
Кървавата годеница : първи случай на инспектор Елена Бланко, изд.: ИК „Кръг“, София (2022), прев. Анелия Петрунова
2. La red púrpura (2019)
Пурпурната мрежа : инспектор Елена Бланко по нова кървава следа, изд.: ИК „Кръг“, София (2022), прев. Анелия Петрунова
3. La nena (2020)
Годината на свинята : Елена Бланко издирва безследно изчезнал полицай, изд.: ИК „Кръг“, София (2023), прев. Анелия Петрунова
4. Las madres (2022)

### Екранизации
- 2022 La novia gitana – тв сериал, 1 епизод